# Rila

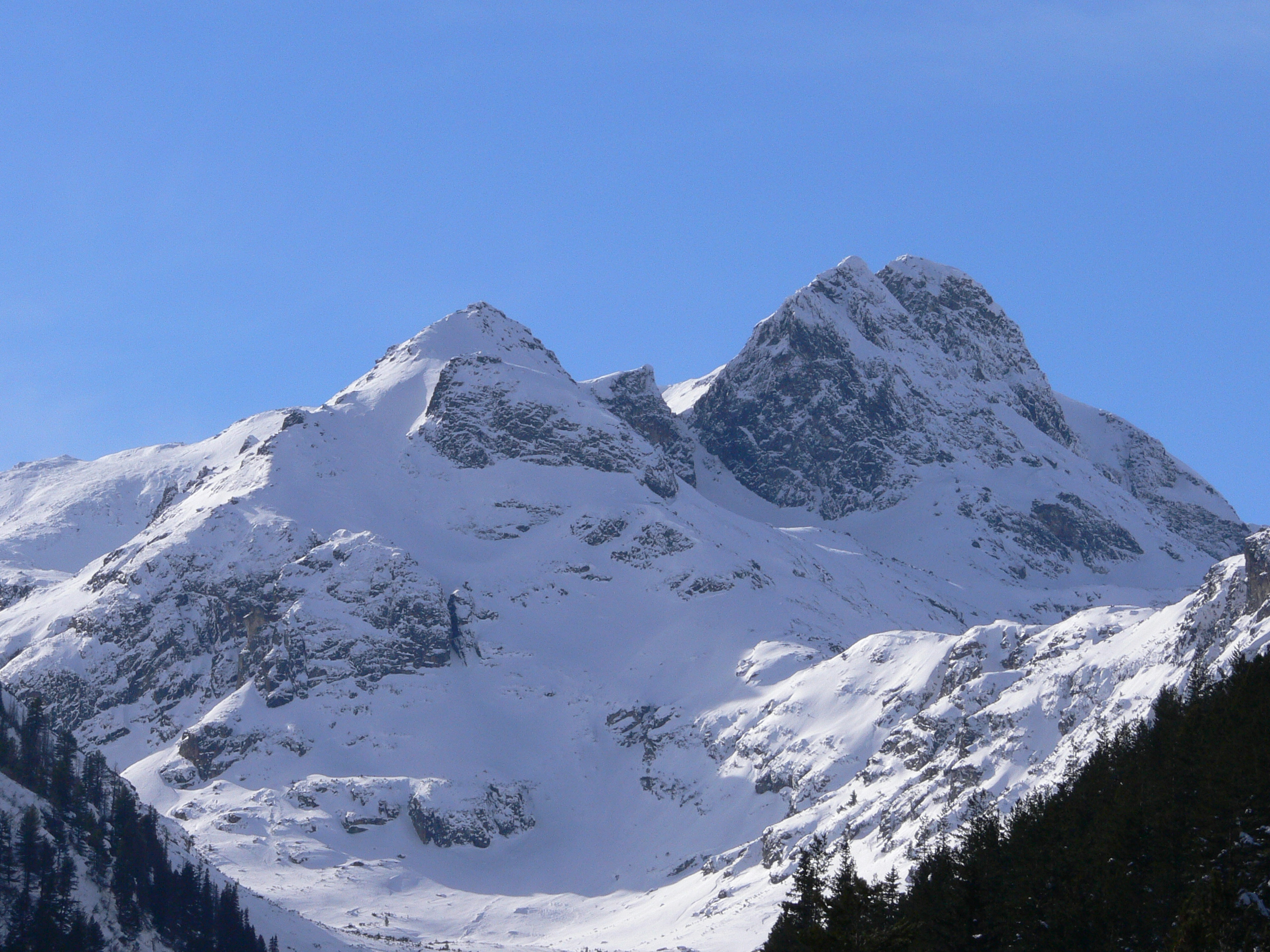
Maljovica, una delle più importanti vette del gruppo

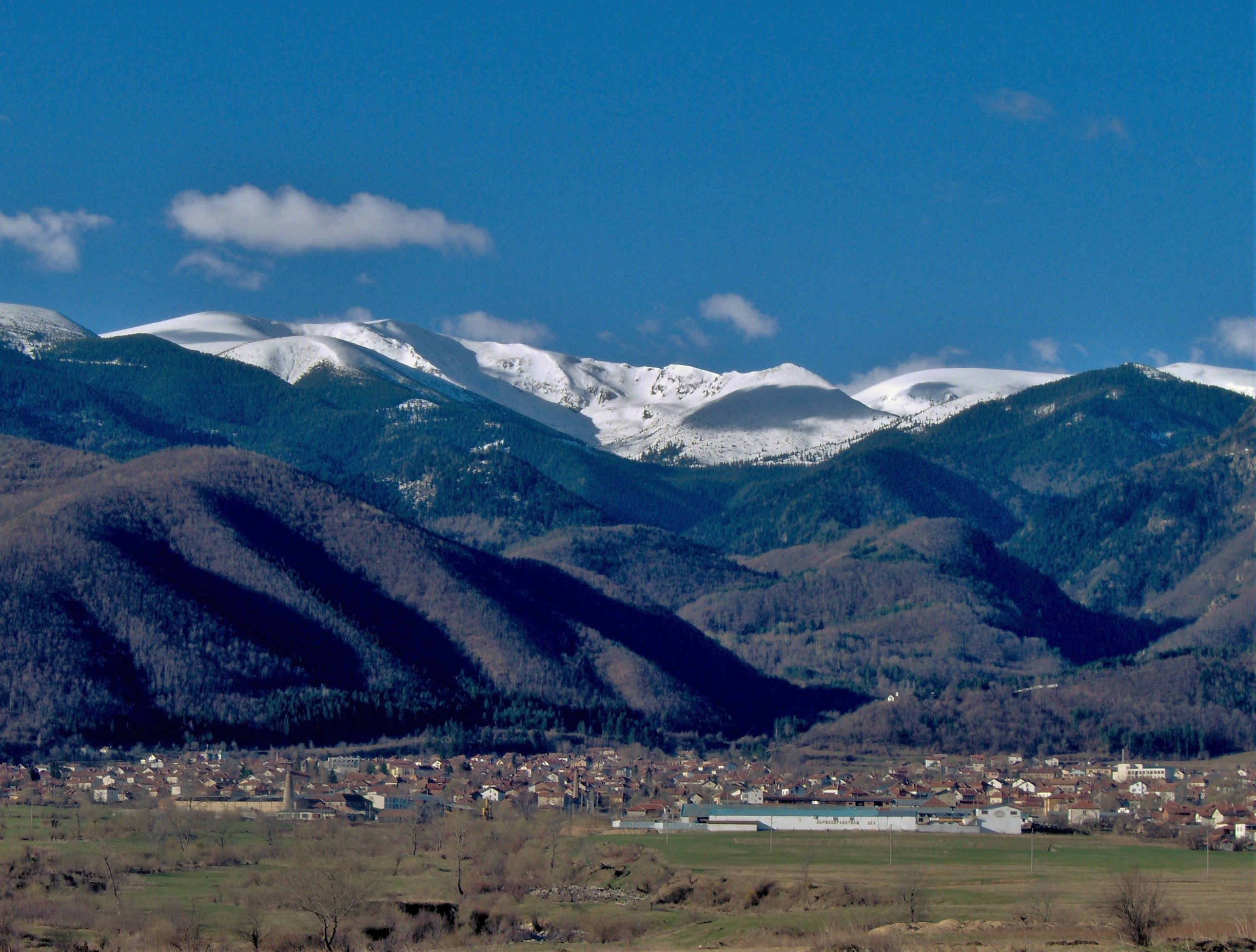
Il complesso montuoso del Rila visto da Kostenec

Il Rila (in bulgaro Рила) è un complesso montuoso situato nella Bulgaria sudoccidentale. Il massiccio del Rila comprende il monte Mussala (2.925 m s.l.m.), l'elevazione più alta della Bulgaria e dell'intera Penisola balcanica. Il Rila rappresenta il sesto gruppo montuoso d'Europa per altitudine raggiunta, dopo il Caucaso, le Alpi, la Sierra Nevada, i Pirenei e l'Etna. Un'estesa parte del complesso è inclusa nel Parco nazionale di Rila, la più estesa area protetta bulgara.
Il nome Rila è ritenuto di origine tracia e significa probabilmente "montagna ricca d'acqua". Nel massiccio sono presenti infatti numerosi laghi di origine glaciale (circa duecento). Alcuni fra i fiumi più lunghi e di maggior portata dei Balcani hanno le loro sorgenti nel Rila, tra cui il fiume Marizza, l'Iskăr e il Mesta.
Dal punto di vista culturale, il Rila è famoso per la presenza del monastero di Rila, il più grande e noto monastero della Bulgaria, fondato nel X secolo da San Giovanni di Rila (Sveti Ivan Rilski).

## Geologia

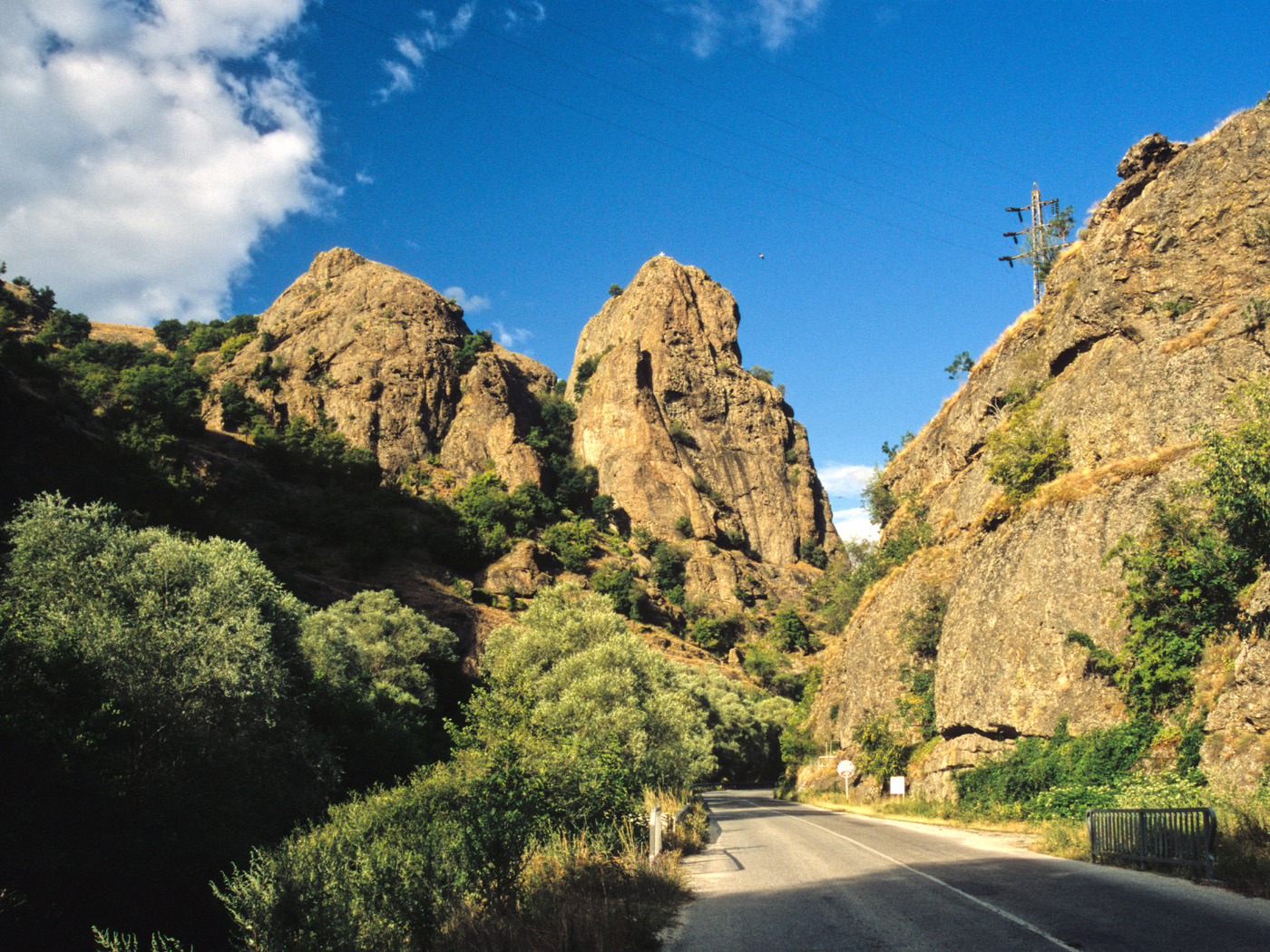
Paesaggio nel gruppo del Rila nei pressi dell'importante monastero omonimo

Il Rila è un pilastro tettonico a forma arrotondata, parte del settore più antico dei Balcani, il Massiccio tracio-macedone. Esso è costituito da rocce di granito e gneiss e da scisti cristallini formatosi durante il Paleozoico (250.000.000 anni fa), mentre il rilievo alpino del Rila si è formato più tardi, 10-12.000 anni fa, dopo la glaciazione di Würm, quando la linea delle nevi si stabilì a 2.100 m s.l.m. Al di sopra di questa linea i ghiacci modificarono profondamente i rilievi esistenti, dando origine a circhi glaciali, picchi aguzzi a forma piramidale, pinnacoli di roccia, valli scolpite in varie forme, morene e altre tipiche formazioni glaciali.

## Confini e clima

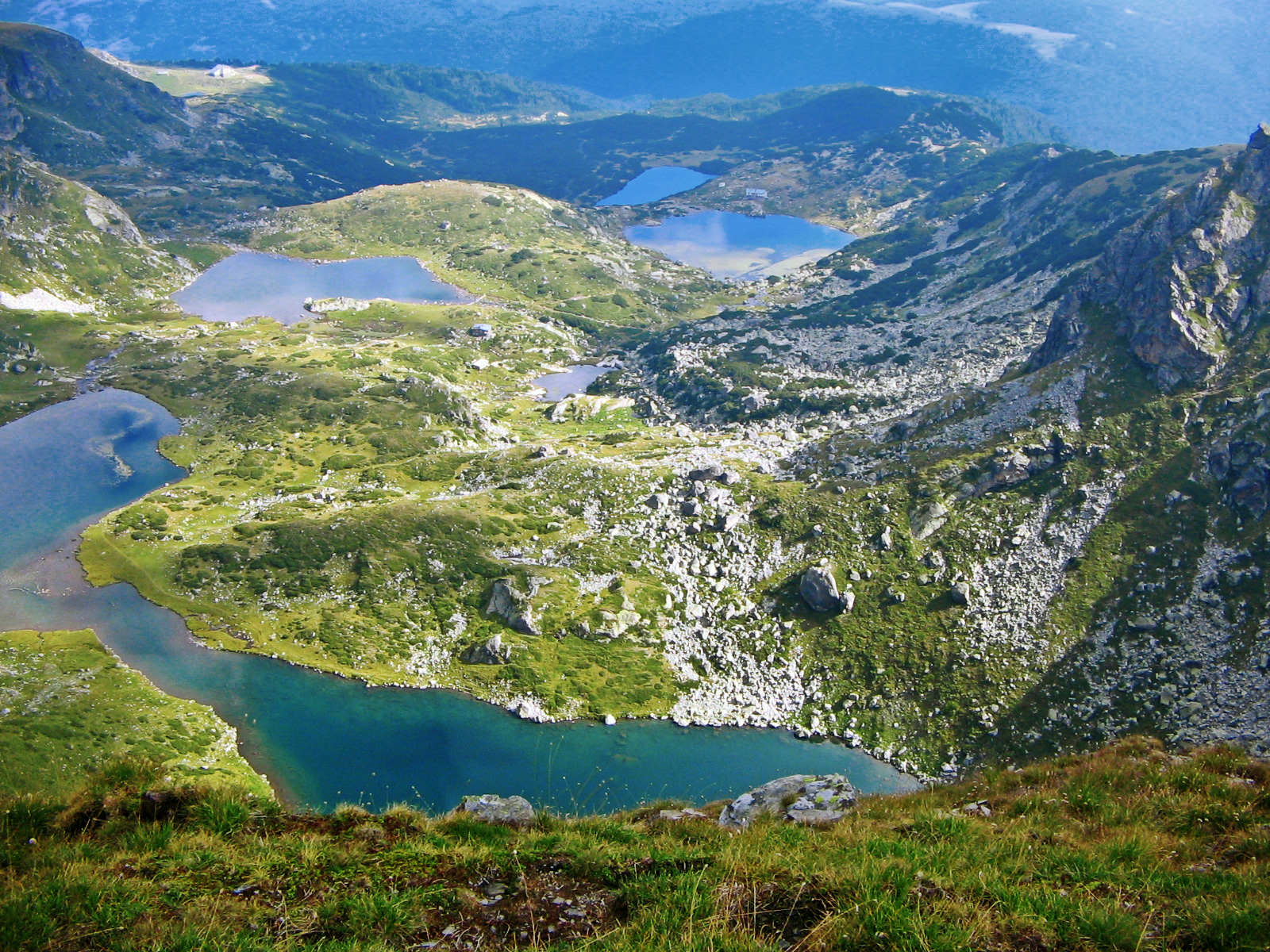
I Sette Laghi di Rila

Il Rila copre un'area di 2.400 km². Il passo di Borovec (1.305 m) connette la cresta principale del Mussala con la selle di Šipčan e Šumnica, le quali mettono in comunicazione con le montagne di Ihtiman Sredna Gora attraverso il valico della Porta di Traiano (in bulgaro Траянови врата, Trajanovi vrata). Verso oriente, i passi di Jundola (1.375 m) e di Abramo (1.295 m) collegano il Rila con i Monti Rodopi, mentre la sella di Predel (1.140 m) connette il gruppo con i monti del Pirin e il valico di Klisura (1.025 m) con Verila.
Il clima è tipicamente montano, con 2.000 mm di precipitazioni annuali sul Mussala, 80% delle quali di tipo nevoso. La media delle temperature minime misurate sul Mussala in febbraio è di –11,6 °C, mentre la minima assoluta è di -31,2 °C. La temperatura media nel mese di agosto è di 5,4 °C, la massima di 18,7 °C.

## Suddivisioni
Il Rila è suddiviso in diversi settori in base a criteri di tipo geografico:
- Rila orientale o Cresta Mussala - rappresenta la parte più vasta e con altitudini più elevate. Sono localizzate in questo settore dodici delle diciotto vette del gruppo che superano i 2.700 m s.l.m., compresa quella in assoluto più elevata; fra le principali: Mussala, Jastrebec, Ireček, Deno Mančo. I laghi del Mussala si trovano in questa parte del Rila, così come il Ledeno ezero (Lago Ghiacciato), il più alto lago dei Balcani, situato a 2.709 m s.l.m. Altri laghi in questo settore sono i laghi del Marizza e quelli di Ropalica. La più nota stazione turistica invernale bulgara, Borovec, è situata in quest'area del complesso montuoso.
- Rila centrale o Cresta Skakavec - la parte più piccola del massiccio (circa un decimo del totale), nota in gran parte per l'abbondanza dei laghi glaciali, come i Laghi del Pesce, i Laghi Džendem, i Laghi del Monastero e il più grande specchio d'acqua glaciale dei Balcani, il Smradlivo ezero (Lago Malodorante), che copre un'area di 21,2 km². Si trovano inoltre in questo settore del Rila i picchi Kanarata, Černa poljana, Malăk Skakavec e Goljam Skakavec, Rilec. La cresta del Skakavci (i picchi di Goljam Skakavec e Malăk Skakavec, Pčelina e Sveti Duh) si innalza isolata tra i fiumi Levi e Beli Iskăr. Un'altra cresta ben conosciuta in quest'area è quella di Marinkovica e Vodnija čal, che si estende dalla riserva forestale di Kobilino branište.
- Rila nordoccidentale - comprende circa un quarto dell'area complessiva del massiccio. La vetta più importante è il monte Maljovica a 2.730 m s.l.m. Fra i siti e i luoghi più significativi di quest'area, vanno ricordati i Sette Laghi di Rila, a cui si aggiungono diverse creste remote e altri piccoli laghi.
- Rila sudoccidentale o Cresta Kapatnik - occupa circa il 30% del Rila e ospita la più antica riserva naturale della Bulgaria. Ad esclusione della piccola parte settentrionale, questo settore non presenta i caratteri alpini propri delle altre parti del massiccio.

## Vette principali
- Mussala - 2925 m s.l.m.
- Malka Musala - 2902 m
- Ovčarec - 2768 m
- Goljam Kupen - 2731 m
- Maljovica - 2729 m
- Popova Kapa - 2704 m
- Malka Maljovica - 2698 m
- Lopuški Vrăh - 2698 m
- Lovnica - 2695 m
- Kanarata - 2691 m
- Orlovec - 2685 m

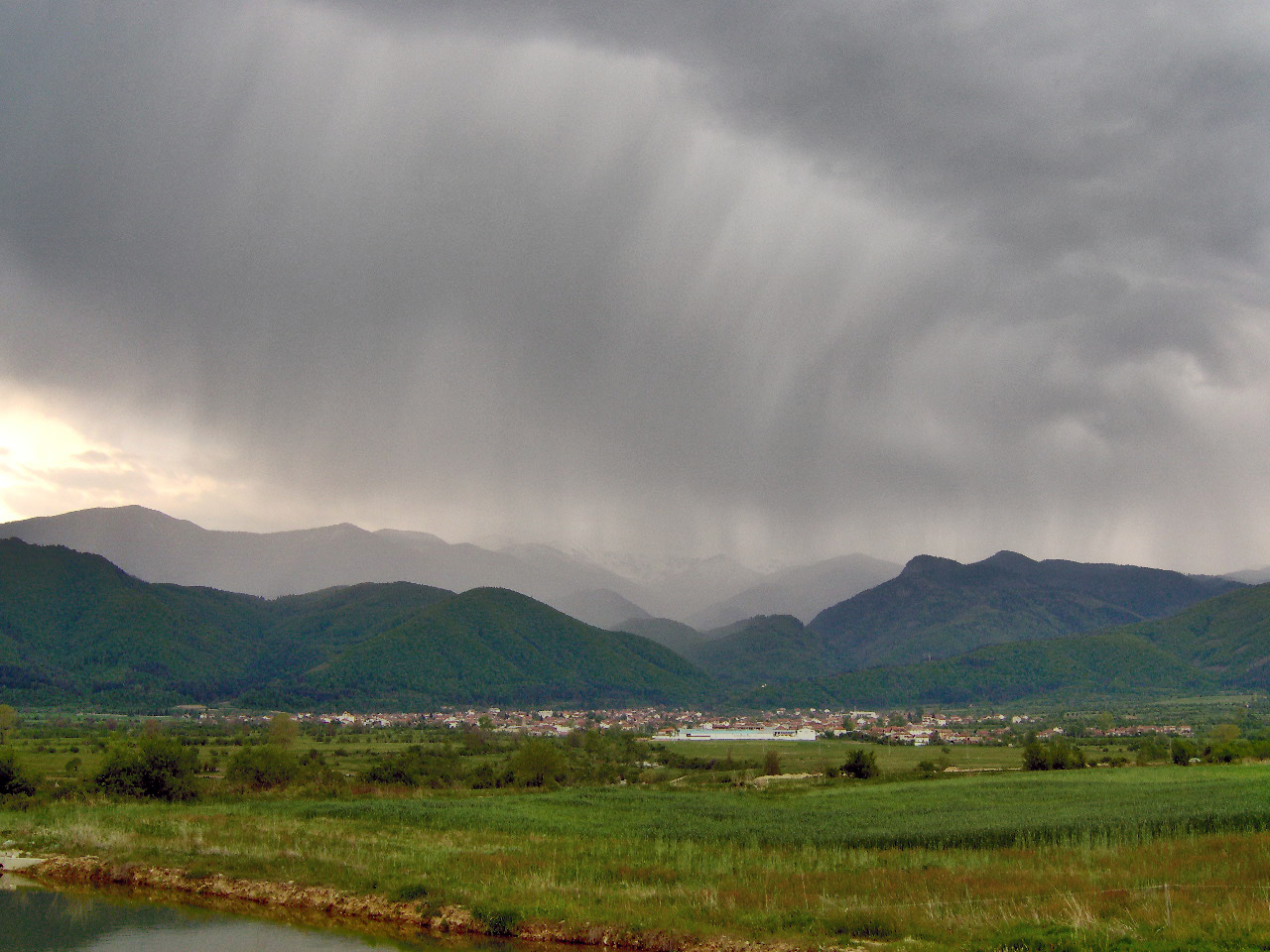
Le precipitazioni annue sul massiccio del Rila sono varie volte la media nazionale bulgara

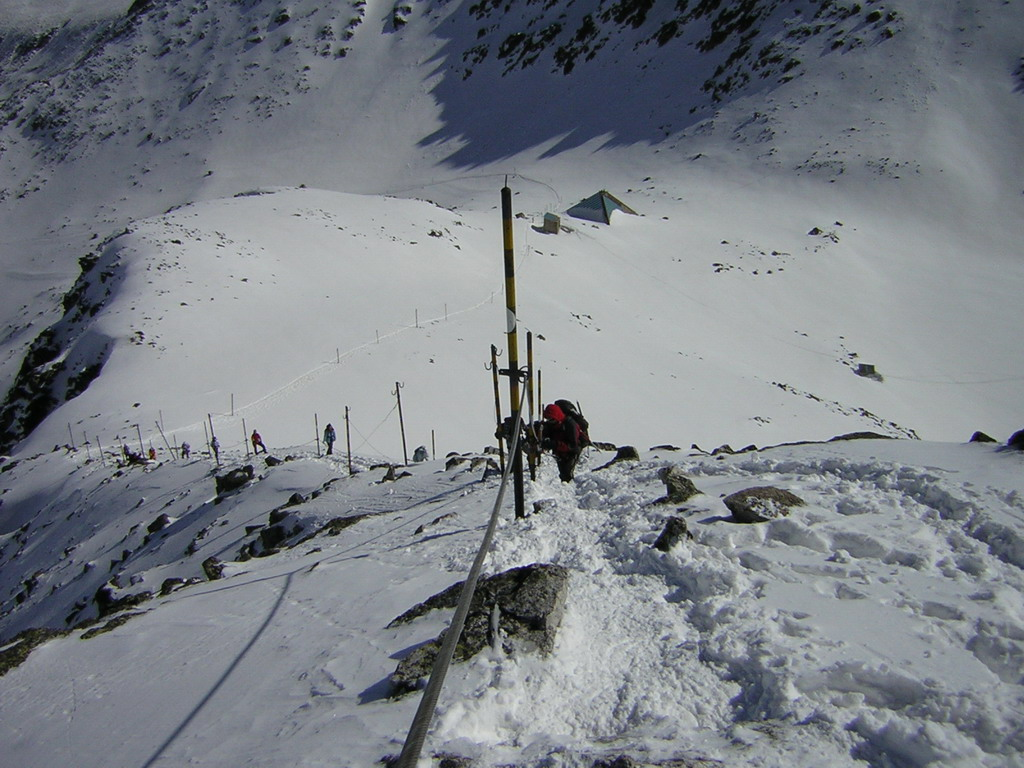
Alpinisti salgono la cresta del Mussala

- Păstri Slap (Aladža Slap) - 2684 m
- Zlija Zăb - 2678 m
- Eleni Vrăh - 2654 m
- Ravni Vrăh (Ravni Čal) - 2637 m
- Belmeken (Kolarov) - 2627 m
- Kamilata - 2621 m
- Goljam Meči Vrăh - 2618 m
- Dvuglav - 2605 m
- Goljam Mermer (Mramorec) - 2598 m
- Dodov (Drušleviški) Vrăh - 2597 m
- Kozi Vrăh - 2587 m
- Iglata - 2575 m
- Goljam Mečit - 2568 m
- Ušite - 2560 m
- Ptiči Vrăh (Ashiklar) - 2536 m
- Malăk Mečit - 2535 m
- Jančov Vrăh - 2481 m
- Malăk Meči Vrăh - 2474 m
- Stražnik (Kurdžilăk) - 2469 m
- Budački Kamăk - 2447 m
- Kukov Vrăh - 2411 m
- Carev Vrăh - 2376 m
- Damga (Ivan Vazov) - 2342 m
- Markov Kamăk (Gorna Kadiica) - 2342 m
- Malka Popova Kapa - 2180 m
- Treštenik - 2020 m
- Angelov Vrăh
- Malăk Lopuški Vrăh
- Malăk Mermer